# Маргарета Палеолог
Маргарета (Италијански:  Margherita Paleologa; 1364. године, у Касале Монферато – 1420. године, у Сарагоси, Ургел) члан династије Палеолог-Монферат, била је ћерка маркиза од Монферата и даме од Акви. Удајом је постала грофица од Ургела.

## Биографија
Била је ћерка маркгрофа Јована II (1338–1372. године), господара Астија и Новаре и царског викара, и маркгрофице Изабеле од Мајорке. Њен отац је био син Теодора I, маркиза од Монферата и Аргентине Спиноле; њена мајка је била ћерка краља Џејмса III од Мајорке и његове прве жене Констанце од Арагона.
Маргарет је била једина ћерка свог оца; њена браћа били су маркизи Секундото (1372–1378. године, Јован III (1378–1381. године и Теодор II (1381–1418)).
Њеног сина Џејмса II је краљ Арагона именовао за генералног гувернера (вицекраља), односно наследника, али није успео. Његов праунук Жоао II од Авиза постао је краљ Португала.

## Породица
Маргарета се удала 1375/6. године, за блиског рођака своје мајке Петра II (1340-1408. године), грофа од Ургела, виконта од Агера, барона Ентенце и Антилона, који је владао од 1347. до 1408. године. Био је син Џејмса I, грофа од Ургела. ; Маргарет је била његова друга жена. Имали су децу:
- Џејмс II (1380–1433. године), гроф од Ургела, владао је 1408–1413. Године 1410. умро је очев рођак краљ Мартин I од Арагона и Џејмс II је био најближи мушки рођак, али је династија Трастамара, краљева Кастиље, успела да узме трон у краљевству Арагона.